# 帕隆峰
46°01′37″N 11°03′31″E / 46.02694°N 11.05861°E

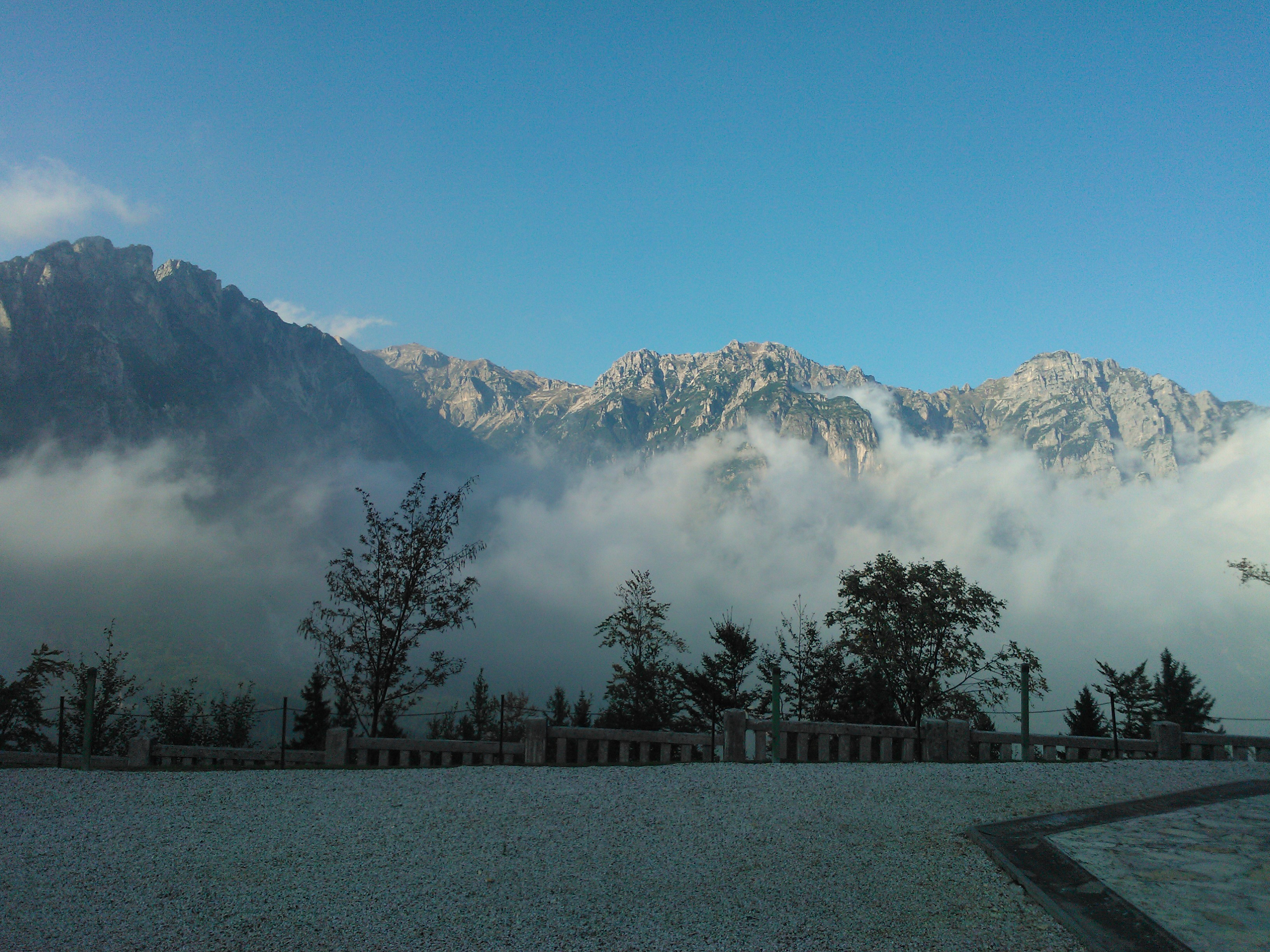

帕隆峰（義大利語：Cima Palon），是意大利的山峰，位於該國東北部，由威尼托大區負責管轄，屬於多洛米蒂山的一部分，海拔高度2,239米，每年平均降雨量1,556毫米。